# Crimes de guerre des Alliés
Les crimes de guerre des Alliés ont été des violations des lois de la guerre commis par les forces militaires des Alliés au cours de la Seconde Guerre mondiale.
Un crime de guerre ne peut être commis que par un militaire en période de guerre et dans le cadre d'opérations de guerre. Le même crime commis par des civils, ou par des militaires en dehors d'une situation de guerre, est qualifié de crime terroriste, voire de crime de droit commun. La victime d'un crime de guerre peut être soit un civil, soit un militaire désarmé qui s'est rendu et bénéficie de ce fait du statut de prisonnier de guerre.
Le travail forcé des prisonniers de guerre peut aussi être un crime de guerre dans la mesure où il ne respecte pas la Convention de Genève.

## En Europe

### Canada

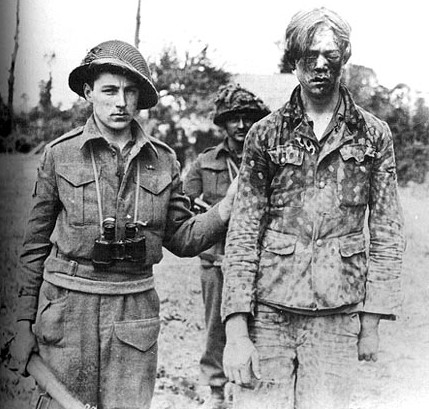
Soldat de la 12e division SS Hitlerjugend « passé à tabac » après sa capture dans le secteur de Carpiquet à l'été 1944.

Lors de la bataille de Sicile, des soldats canadiens ont exécuté des prisonniers de guerre allemands.
Durant la bataille de Caen, en conséquence de l’exécution de soldats de la 3e D.I canadienne à l'abbaye d'Ardenne en juin 1944, les soldats canadiens décidèrent de ne plus épargner les soldats allemands de la Waffen-SS faits prisonniers : soit par des exécutions sommaires, soit par des « passages à tabac » (cf. illustration).
En avril 1945, des troupes canadiennes rasent plusieurs villes et villages allemands en représailles à des actes de résistance (réels ou présumés) de civils. La 4e division blindée du major-général Christopher Vokes détruit notamment la ville de Friesoythe.

### France
Le massacre d'Abbeville survenu le 20 mai 1940 est une exécution sommaire perpétrée par des soldats français. Vingt-et-un civils parmi les 79 arrêtés administrativement par le gouvernement belge et livrés dans la débâcle aux autorités françaises sont fusillés sans jugement. Mis sous pression par l'avancée allemande, le commandant de la compagnie qui a la charge des prisonniers, Marcel Dingeon, donne l'ordre à René Caron et Émile Molet de les « bousiller » tous. Le lieutenant Jean Leclabart du 28e Régiment, plus respectueux du règlement militaire, demande à voir l’ordre d’exécution. Comme cet ordre est inexistant, il fait arrêter le massacre. Vingt et un prisonniers, dont une femme, ont déjà été exécutés. Quelques mois plus tard cependant, René Caron et Émile Molet sont capturés par les Allemands. Ils sont tous deux fusillés au Mont Valérien en avril 1942 (Marcel Dingeon s'était donné la mort en 1941),.
Appelés en Italie les « marocchinate », des crimes sont commis en 1944 en Ciociaria, par l'armée d'Afrique du corps expéditionnaire français en Italie, à l'encontre des populations civiles italiennes. Selon l'historiographie, plusieurs milliers de personnes ont été victimes de violences (homicides, viols, pillages).
Après le débarquement de Provence dans le sud de la France et l'effondrement allemand en août 1944, un grand nombre d'Allemands ne pouvant pas s'échapper de France se sont rendus aux Forces françaises de l'intérieur. Des prisonniers allemands de la Wehrmacht, de la Gestapo ou des SS sont exécutés par la Résistance française. Des actions de représailles et de vengeance frappent également les personnes considérées comme collaborationnistes, les vichystes et les miliciens, 10 000 à 11 000 d'entre eux sont sommairement exécutés par les FFI et les soldats de l'Armée française de la Libération lors de l'épuration.
Il est difficile de considérer explicitement toutes les exécutions sommaires par des maquisards comme des crimes de guerre, étant donné la situation confuse de l'époque. Toutefois, la mise à mort d'un soldat ou d'un combattant qui a rendu les armes et qui s'est constitué prisonnier est un crime de guerre caractérisé.
Dans le département de la Vienne (86) plusieurs cas d'éxécution de prisonniers de guerre allemands ont été identifiés, dont deux cas précis en juillet 1945 où la justice française a ordonné une enquête officielle pour crime de sang contre 18 PG allemands dans une ferme. Il y a aussi l'affaire des 20 soldats hindous portant l'uniforme allemand qui ont été fusillé en public sur la Place d'Armes au centre- ville de Poitiers le 20 septembre 1944.
- À Meymac, le 12 juin 1944 : 47 soldats de la Wehrmacht et une femme française membre de la Gestapo capturés lors de la bataille de Tulle sont fusillés par les FTP[12],[13].
- À Cahors, le 20 août : 15 collaborateurs sont fusillés sans jugement par les FFI[14]. Parmi les fusillés figurait Florent Schroetter, qui sera déclaré par le ministère de la Défense « mort pour la France » plus de soixante ans après les faits, en 2009[15].
- À Merdrignac, le 12 juillet 1944, exécution par les maquis FFI de Jeanne Coroller, avec le capitaine de corvette Christian Le Mintier, sa femme, sa fille et sa bonne alsacienne, avec viols et tortures.
- Le 24 août 1944, au Grand-Bornand : 77 miliciens, sur 97 jugés, sont fusillés par les FTP et l'AS[16],[17].
- Le 28 août 1944, à Vieugy : 44 prisonniers allemands, dont des hommes de la SS Polizei Regiment 19, sont fusillés par les FFI en représailles du massacre de Saint-Genis-Laval[18].
- Le 2 septembre 1944, à Habère-Lullin : 40 prisonniers allemands sont fusillés dans le château par les FFI en représailles du massacre de Saint-Genis-Laval et de celui du 25 décembre 1943[18]. Le même jour, à Grenoble : six miliciens, sur douze jugés, sont condamnés à mort et fusillés[19].
- Le 9 septembre 1944, à Coussay-les-Bois : 22 soldats allemands sont fusillés par les maquisards[20]. Le même jour, dix prisonniers allemands sont exécutés à Landévant[21].
- Le 13 août 1944, à Saint-Cyr, en représailles du massacre de six habitants, plusieurs auxiliaires féminines de l'armée allemande sont fusillées dans le cimetière du village, par des FFI ou par des parachutistes SAS français[22],[23].
- Le 29 septembre 1944, à Saint-Julien-de-Crempse : 17 soldats allemands sont fusillés par les maquisards de la Dordogne en représailles du massacre de 17 habitants un mois plus tôt[24].
- Le 6 mai 1945, à Bad Reichenhall : 12 Waffen-SS français capturés sont remis aux troupes de la 2e division blindée. Ils sont exécutés sans jugement par groupes de quatre le lendemain, peut-être sur ordre du général Leclerc.

### Royaume-Uni
- Dans ses carnets, présentés et annotés par le célèbre critique militaire anglais Basil Lidell-Hart[25], Erwin Rommel fait état de massacres de prisonniers germano-italiens par la 2e division néo-zélandaise. Or, il advint que le général George Herbert Clifton commandant la 6e brigade néo-zélandaise (partie intégrante de la 2e division), tomba entre les mains des Italiens. Rommel se le fit amener à son PC et lui demanda sèchement des explications sur ces crimes de guerre. Le général Clifton reporta la responsabilité de ces crimes sur les Maoris, qu'il présenta comme des sauvages incontrôlables. Rommel ne crut pas un seul instant ces accusations. Il faut préciser que les Maoris, recrutés de force par les Britanniques, ne constituaient qu'une petite partie de la division, une infime partie des sous-officiers et aucun officier. Il leur aurait été difficile de commettre seuls ces crimes.
- En juin 1944, durant la bataille de Normandie, les soldats de la 49e division d'infanterie britanniques traitèrent les prisonniers allemands, notamment de la SS, avec une grande sévérité à la suite des massacres de Canadiens à l'abbaye d'Ardenne. Des exécutions sommaires furent relevées. Cela prit une telle ampleur que la division prit le surnom d'« ours égorgeur », en considérant le blason de l'unité, qui était un ours polaire.
- L'historien allemand Jörg Friedrich affirme, malgré la controverse que cela suscite, que la décision de Winston Churchill de bombarder l'Allemagne entre janvier et mai 1945 a été un crime de guerre.
- L'historien Donald Bloxham affirme que le bombardement de Dresde, les 13 et 14 février 1945 a été un crime de guerre[26]. Les forces alliées ont conclu qu'une attaque aérienne sur la ville allemande de Dresde était militairement justifiée par le principal motif que la ville était défendue[27].
- Bombardement le 3 mai 1945 des navires de transport Cap Arcona, Thielbek et Deutschland par la RAF dans la mer Baltique, tuant environ 12 000 déportés que l'armée allemande faisait transiter vers des refuges en Suède.
- Après la capitulation de l'Allemagne en mai 1945, la plus grande partie des militaires allemands valides restent prisonniers pendant des années au Royaume-Uni et en France où ils sont contraints au travail forcé, ce qui est contraire au statut de prisonnier de guerre. En 1946, le Royaume-Uni détient plus de 400 000 prisonniers allemands. En 1947, le ministère de l'Agriculture s'oppose à la libération des Allemands prisonniers car ils représentent 25 % de la main-d'œuvre agricole.

### États-Unis

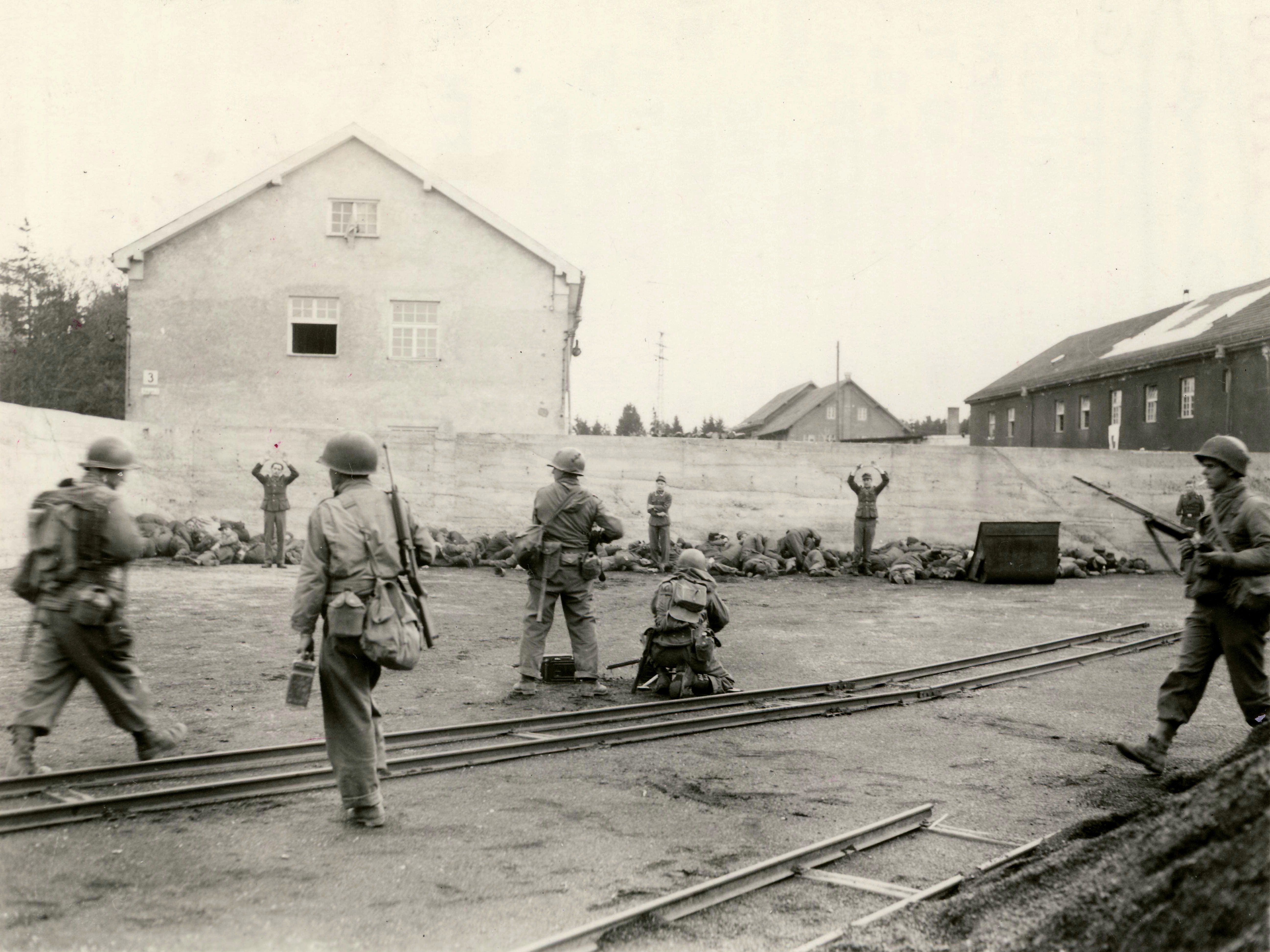
Photo montrant l'exécution de troupes SS dans un dépôt de charbon lors de la libération du camp de concentration de Dachau par les troupes américaines le 29 avril 1945 (photo de l'armée américaine).

- Les principaux crimes de guerre américains étaient les bombardements massifs et répétés par l'US Army de centres de villes historiques ne comportant que des populations civiles, y compris des villes ouvertes, l'exécution de prisonniers de guerre allemands, les sévices et les humiliations contre les populations civiles allemandes, les travaux forcés imposés aux prisonniers de guerre.
- Les très nombreux viols commis par les soldats américains pendant la libération de la France, en particulier en Normandie[28], puis les viols de femmes allemandes pendant l'occupation de l'Allemagne. Un dossier, secret pendant la guerre, rendu public en 2006 révèle que les soldats américains ont commis 400 crimes d'ordre sexuel en Europe, dont 126 viols en Grande-Bretagne, entre 1942 et 1945[29]. Une étude réalisée par Robert J. Lilly estime qu'un total de 14 000 femmes civiles en Grande-Bretagne, en France et en Allemagne, dont 11 040 pendant l'occupation de l’Allemagne, 3 620 pendant la libération de la France, et 2 040 en Grande-Bretagne, ont été violées par des soldats américains pendant toute la Seconde Guerre mondiale[30],[31].
- En représailles contre le massacre de Baugnez, où 80 prisonniers de guerre américains sont tués dans la bataille des Ardennes, une trentaine de soldats allemands prisonniers sont assassinés près de Chenogne en Belgique le 1er janvier 1945.
- Le massacre de Dachau est un crime de guerre commis par des soldats américains contre des membres de la SS lors de la libération du camp de concentration de Dachau le 29 avril 1945.
- Le massacre de Biscari, commis par des soldats américains contre 74 prisonniers italiens et allemands, la plupart italiens[32],[33].
- le massacre de Canicattì, commis contre des civils italiens par le lieutenant-colonel McCaffrey. Une enquête confidentielle a été faite, mais McCaffrey n'a jamais été accusé. Il est mort en 1954. Cet incident est resté pratiquement inconnu jusqu'à sa révélation par Joseph S., dont le père a été témoin[34],[35].
- Lors de l'Opération Husky en juillet 1943, huit civils italiens non armés ont été tués par les troupes américaines.
- Opération Teardrop : huit des survivants, membres de l'équipage du sous-marin allemand U-546 coulé par les Américains, ont été torturés par des militaires américains. L'historien Philip K. Lundeberg a écrit que le passage à tabac et la torture des survivants était une atrocité singulière motivée par le besoin des interrogateurs d'obtenir rapidement des informations sur ce que les États-Unis pensaient être une future attaque allemande. En effet, les Américains croyaient que le sous-marin se rapprochait de la côte américaine armé de bombes volantes V1. Après la guerre, les Alliés ont reconnu que les sous-marins n'étaient cependant pas porteurs de ces missiles[36],[37].
- Dans son autobiographie, l'aviateur américain Chuck Yeager a évoqué les atrocités qu'il avait ordre de commettre contre les civils allemands : « Des atrocités furent commises par les deux camps. (…) Une zone de cinquante miles sur cinquante à l'intérieur de l'Allemagne fut assignée à nos soixante-quinze Mustangs et ils reçurent l'ordre de mitrailler tout ce qui bougeait. Le but était de démoraliser la population allemande. (…) Si quelqu'un avait refusé de participer (et, autant que je me souvienne, personne ne refusa), il aurait probablement été traîné en cour martiale. » Yeager ajoute que, lors d'un briefing, il murmura à son voisin : « Si nous faisons des choses pareilles, nous devrons vraiment nous efforcer d'être dans le camp des vainqueurs. » Il conjecture que, pour faire commettre ces atrocités, le haut commandement se donnait pour excuse l'imbrication entre armée et population civile dans l'Allemagne du temps de guerre : « Le fermier qui labourait son champ de pommes de terre nourrissait peut-être des troupes allemandes. Et parce que l'industrie allemande était détruite par les bombardements incessants, la fabrication de munitions était devenue une industrie artisanale, dispersée à travers le pays dans des centaines de maisons et de fabriques locales, ce qui était l'excuse des Britanniques pour les tapis de bombes et les bombes incendiaires sur cibles civiles. En guerre, les militaires hésiteront rarement à frapper des civils qui sont dans le chemin ou à prendre des civils pour cible pour diverses raisons stratégiques »[38].
- Près du village français d'Audouville-la-Hubert, trente prisonniers allemands (probablement de la Wehrmacht) ont été massacrés par des parachutistes américains[39].
- L'historien Pierre Lieb a constaté que de nombreuses unités américaines et canadiennes ont reçu l'ordre de ne pas faire de prisonniers lors du débarquement de Normandie. Si ce point de vue est correct, il peut expliquer le sort des 64 prisonniers allemands (sur 130 capturés) massacrés[40].

### Pologne
Il fut relevé dans les témoignages de vétérans américains, canadiens et anglais relatant les combats dans le secteur de Chambois durant la fermeture de la poche de Falaise-Argentan que les soldats polonais, lorsqu'ils faisaient prisonniers des Waffen-SS, les exécutaient à coup de pelle ou de baïonnette car « ils ne méritaient pas de gaspiller des balles ».

### Union soviétique

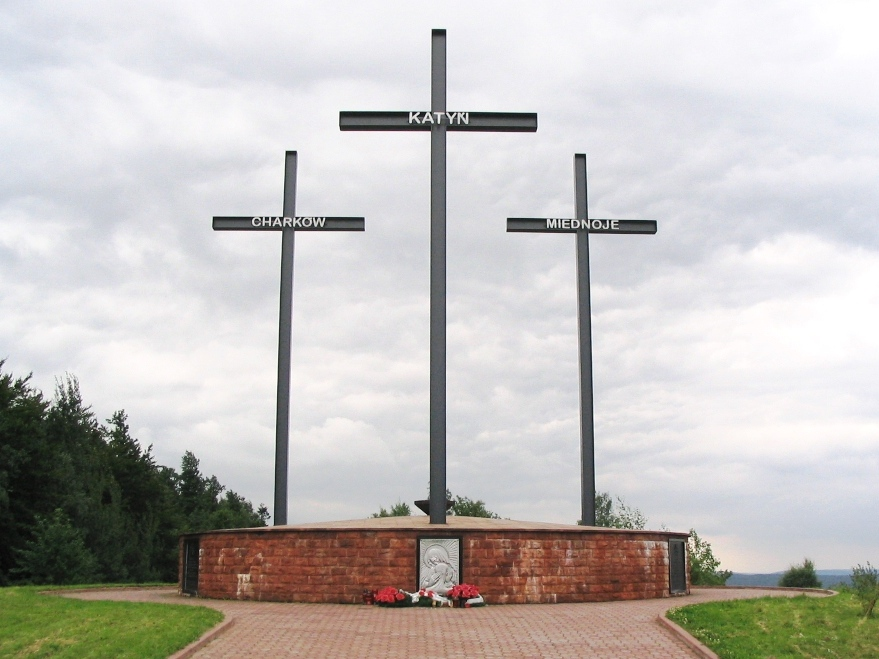
Mémorial du massacre de Katyń.

L'Union soviétique n'avait pas signé la convention de Genève (1929) relative au traitement des prisonniers de guerre.
Après l'occupation par l'Union soviétique des divers territoires conformément aux protocoles secrets du pacte germano-soviétique, l'Armée rouge et le NKVD se livrèrent à de nombreux crimes de guerre dans ces régions. Un de ces protocoles disposait que les deux parties avaient l'obligation de prendre des mesures coordonnées pour prévenir et empêcher toute action de résistance à l'occupation. Ainsi, concernant la Pologne :
« Aucune des deux parties ne tolèrera sur son territoire d'agitation polonaise quelconque qui menacerait le territoire de l'autre partie. Chacune écrasera sur son propre territoire tout embryon d'une telle agitation, et les deux s'informeront mutuellement de tous les moyens adéquats pouvant être utilisés à cette fin. »
Dans ce contexte, l'un des massacres les plus marquants commis par le NKVD (police politique soviétique) est le massacre de Katyń en 1940 où des milliers d'officiers polonais prisonniers furent tués d'une balle dans la nuque.
À la fin de la guerre, dans les villes passées ou repassées sous occupation soviétique, les militaires de l'Armée rouge ont commis des viols en masse de femmes, souvent d'une grande brutalité, notamment en Allemagne. Environ dix pour cent des deux millions (estimation) de victimes sont mortes de leurs blessures, ont été assassinées ou se sont suicidées. D'autres ont pratiqué des avortements dans des conditions précaires et un certain nombre en est mort. Il y a eu aussi en 1946 dans tous ces territoires des naissances de « petits Russes » dont beaucoup furent abandonnés ; d'autres ont été élevés mais, n'ayant pas été désirés, ont rarement eu une éducation équilibrée et de qualité. À titre d'exemple, la ville de Demmin sur la côte baltique allemande se livra le 30 avril 1945 sans combat à l'Armée rouge. Cela ne lui épargna pas les atrocités des soldats soviétiques qui se montrèrent d'une grande brutalité envers la population. À la suite des viols, meurtres et pillages commis à l'occasion du 1er mai, il y eut un grand nombre de suicides. Au cours de deux jours, il y eut environ un millier de victimes civiles, sur une population de dix mille habitants.
L'Armée rouge se livra également au pillage, sans attendre que des réparations de guerre soient chiffrées (par exemple au traité de Paris de 1947). Elle a procédé à deux types de pillages, aussi bien en territoire ennemi (Allemagne, Hongrie, Slovaquie, Roumanie, Bulgarie…) qu'en territoire allié (Pologne, Yougoslavie, Roumanie et Bulgarie après leur retournement…) :
- le pillage organisé, portant sur les infrastructures du pays conquis et nécessitant une mise en œuvre par des ingénieurs et des techniciens capables de démonter usines et machines, par des marins et pilotes capables de diriger navires et avions, par des officiers du renseignement polyglottes capables de trouver les ressources et documents recherchés, par des scientifiques capables de déménager des instituts de recherche, et bien sûr par des logisticiens capables d'organiser le transport du butin vers l'URSS par rail, route ou mer ;
- le pillage informel et improvisé, portant sur les biens meubles des populations civiles et sur les commerces du pays conquis, exercé par les hommes de troupe et leur hiérarchie immédiate, et utilisant la logistique militaire pour envoyer à leurs familles leurs butins, sauf pour les objets en métaux ou pierres précieuses dont la détention par des particuliers était interdite et qui devaient obligatoirement être remis aux officiers d'intendance, chargés de les collecter pour l'Armée rouge, mais qui récompensaient les soldats selon les quantités apportées, en numéraire, alcools ou jours de permission[49].

Enfin, les réquisitions brutales et répétées dans ces territoires déjà exsangues ont provoqué la famine d'après-guerre qui fut à l'origine de nombreux cas de cannibalisme ou plus exactement d'anthropophagie et qui explique pourquoi le bloc de l'Est n'a pas connu le baby boom d'après-guerre, caractéristique de l'Europe et de l'Amérique du Nord. Ultérieurement, dans les rares cas où les autorités communistes reconnurent l'existence de cette famine (généralement niée), elles l'attribuèrent à une sécheresse.
Cette attitude dure était couverte et officiellement encouragée par la hiérarchie, pour « venger » les crimes nazis en territoire soviétique (Ilya Ehrenbourg). Cette violence s'est aussi exercée à l'encontre des « collaborateurs » : terme qui, pour le NKVD, pouvait englober tout citoyen soviétique n'ayant pas activement résisté à l'occupant.
Si la mémoire des exactions de l'Armée rouge et du NKVD reste une plaie ouverte dans certains des pays concernés (Finlande, Pays baltes, Pologne, Roumanie, Hongrie…), l'opinion occidentale ne s'y est guère intéressée et seulement dans certains cercles universitaires ou bien d'orientation politique de droite.

### Renvoi forcé de prisonniers soviétiques
Les prisonniers de guerre soviétiques ayant survécu à la captivité allemande étaient accusés par les autorités soviétiques de collaboration avec les nazis et ainsi assimilés aux citoyens soviétiques ayant combattu avec les Allemands contre Staline (Armée Vlassov et Armée russe anticommuniste).
Les Alliés occidentaux livrèrent de gré ou de force à l'URSS près de 1 600 000 citoyens soviétiques, alors que Staline considérait publiquement et officiellement la capture ou la capitulation de ses soldats ainsi que le travail forcé de ses civils en Allemagne comme un acte de trahison de leur part et qu'à leur retour, la déportation au Goulag attendait plus de 80 % d'entre eux. Ainsi, de nombreux anciens prisonniers de guerre ou travailleurs forcés furent traités en coupables à leur retour, souvent forcé, au pays, et allèrent former la génération d'après-guerre des captifs du Goulag. Ce sort ne concernait pas seulement les prisonniers soviétiques, mais aussi des prisonniers roumains, qui combattaient contre l'Allemagne nazie depuis août 1944 et y furent capturés.

### Non-bombardement des voies ferrées menant aux camps d'extermination
À partir de 1942 et de la mise en œuvre de la « solution finale », malgré les alertes
- de Jan Karski (officier polonais qui a échappé au massacre de Katyń[57], membre du service de renseignement de la Résistance polonaise, il apporte à Londres en novembre 1942 des preuves de l'extermination massive des Juifs par les nazis, que le gouvernement polonais en exil rend aussitôt publiques),
- du gouvernement polonais en exil qui publie une Note officielle (Mass extermination of Jews in German occupied Poland) adressée aux Gouvernements des Nations unies le 10 décembre 1942,
- des déportés évadés Rudolf Vrba et Alfred Wetlzer (Rapport Vrba-Wetzler en avril 1944)[58],
- et des organisations juives[59] qui insistèrent sur la nécessité de détruire les voies ferrées servant à amener les déportés aux camps d'extermination nazis[60],

de telles opérations ne furent pas jugées prioritaires par les Alliés.
Les Alliés ne crurent d'abord pas à de telles monstruosités et pensèrent que les propos étaient exagérés, déformés par le gouvernement polonais en exil puis ils protestèrent par la Déclaration interalliée du 17 décembre 1942, publiée simultanément par les gouvernements américain, britannique et soviétique au nom des puissances alliées. Dans cette déclaration, ils décrivaient les événements en cours, notamment la Shoah en Allemagne nazie et dans l'Europe occupée. C'est un acte précurseur à la fondation de l'ONU. La déclaration fut lue aux Communes dans un discours solennel d'Anthony Eden, Secrétaire au Foreign Office, et publiée à la une du New York Times et de bien d'autres journaux.
Mais la Shoah put se poursuivre : ce choix de ne pas bombarder fut parfois rétrospectivement qualifié de « complicité de crime contre l'humanité ». Voir page Débat sur le bombardement d'Auschwitz.

## Dans le Pacifique

### Chine
R.J. Rummel indique qu'il existe peu d'informations concernant le traitement général des prisonniers japonais capturés par les forces nationalistes chinoises au cours de la seconde guerre sino-japonaise (1937-1945).
Quelques exemples de crimes de guerre commis par les forces chinoises :
- En 1937, près de Shanghai, des meurtres, des tortures et des agressions ont eu lieu contre les prisonniers de guerre japonais et les civils chinois accusés de collaboration (en 1996, des photos montrant des soldats nationalistes chinois impliqués dans des exécutions arbitraires par décapitation ainsi que des actes de torture sont publiées)[64].
- La mutinerie de Tung-chow en août 1937 : des soldats chinois recrutés par le Japon se sont mutinés et ont changé de camp à Tongzhou, Pékin, avant d'attaquer et de tuer 280 civils japonais.
- Les Troupes nationalistes dans la province de Hubei, en mai 1943, ont ordonné l'évacuation de villes entières, puis le « pillage » de celles-ci. Tous les civils qui ont refusé et/ou n'ont pas pu quitter la ville, ont été tués.

### Australie
Selon Mark Johnston, « le meurtre de Japonais non armés était commun ». Le commandement australien a tenté de faire pression sur les soldats australiens pour qu'ils fassent effectivement des prisonniers japonais, mais les troupes se sont montrées réticentes. Lorsque les prisonniers étaient capturés « il a souvent été difficile d'éviter de les tuer avant qu'ils aient pu être interrogés ». Selon Johnston, ce comportement dissuada très vraisemblablement certains soldats japonais de se rendre aux Australiens.
Le major-général Paul Cullen a indiqué que le meurtre de prisonniers japonais dans la campagne de la piste Kokoda « n'était pas rare ». Il a également déclaré qu'il pensait que les meurtres étaient compréhensibles, mais qu'ils lui avaient laissé un sentiment de culpabilité.

### Américains au Japon - Viols

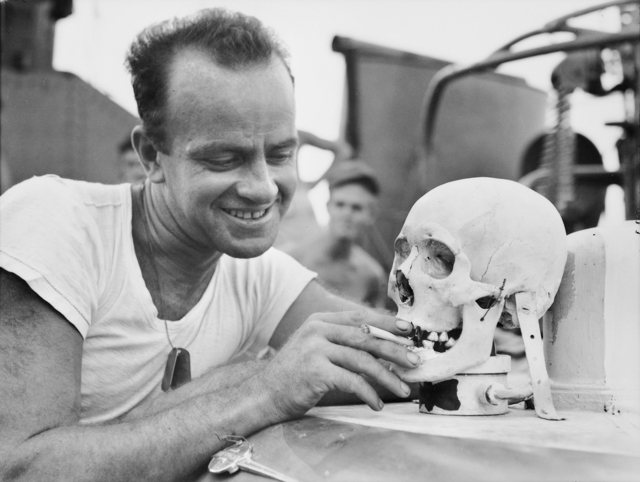
Un lieutenant de l'US Navy avec un crâne japonais.

Il a été affirmé que des soldats américains ont violé des femmes d'Okinawa au cours de la bataille d'Okinawa en 1945.
L'historien Oshiro Masayasu (ancien directeur des Archives historiques de préfecture d'Okinawa) écrit, sur la base de plusieurs années de recherches :
« Peu de temps après le débarquement des Marines américains, toutes les femmes d'un village, sur la péninsule de Motobu, sont tombées entre les mains des soldats américains. À l'époque, il n'y avait que des femmes, des enfants et des personnes âgées dans le village. En effet, tous les jeunes hommes avaient été mobilisés pour la guerre. Peu de temps après l'atterrissage, les Marines ont « nettoyé » le village tout entier, mais n'ont trouvé aucun signe de forces japonaises. Profitant de la situation, ils ont commencé « la chasse aux femmes » en plein jour et celles qui se cachaient dans des abris de village ou à proximité des raids aériens étaient regroupées une par une ».
Toutefois, les civils japonais insulaires qui se rendaient « étaient souvent surpris par le traitement humain qu'ils recevaient de l'ennemi américain » en comparaison des atrocités commises à leur encontre par les troupes japonaises métropolitaines,.
Il y eut aussi 1 336 viols signalés au cours des dix premiers jours de l'occupation de la préfecture de Kanagawa, après la reddition du Japon.
Un nombre assez important de membres des forces armées des États-Unis se sont livrés à des mutilations de morts de guerre japonais sur le théâtre du Pacifique. La mutilation de cadavres de soldats japonais inclut la prise de parties de corps comme « souvenirs de guerre » et « trophées de guerre ». Dents et crânes étaient les « trophées » les plus communément pris, bien que d'autres parties du corps ont également été collectées.

### États-Unis
Les bombardements stratégiques sur le Japon, sur le front pacifique, qui firent entre 300 000 et 1 million de morts, notamment via l'usage d'armes incendiaires sur les centres-villes civils japonais, sont souvent cités comme crime de guerre des États-Unis. Ils se concluront par les bombardements atomiques de Nagasaki et Hiroshima (voir ci-dessous).

### Nagasaki et Hiroshima
Les bombardements atomiques de Hiroshima et de Nagasaki, du fait qu'ils portaient volontairement sur le centre de villes ne comprenant aucun objectif ni défense militaire, et qu'ils ont tué presque exclusivement des civils, ont été considérés comme des crimes de guerre et des crimes contre l'humanité, mais aucune information n'a été ouverte.